# My Band
My Band is een single uit 2004 van de Amerikaanse rapgroup D12. Het nummer gaat over het feit dat de gedachte dat Eminem de hoofdzanger en het belangrijkste lid, niet juist is.
In het nummer heeft Eminem het er over dat de vrouwelijke fans van de groep alleen maar fan van de groep zijn omdat hij er in zit, en dat hij het populairste lid is. De andere leden rappen dat de aandacht om Eminem negatieve gevolgen heeft voor hen, en Bizarre roept dat hij uit de band wil stappen, omdat hij vindt dat hij de echte ster is.

## Top 40
De single stond 11 weken in de Top 40 en haalde de nummer 2 positie.